# デヴ・ギル
デヴ・ギル（Dev Gill、1977年10月12日 - ）は、インドのテルグ語映画で活動する俳優、モデル。『マガディーラ 勇者転生』で知名度を上げた。

## フィルモグラフィ
- Shaheed-E-Azam（2004年） - ラージグル
- Mr Prime Minister（2005年）
- Bold（2006年） - ラージャ
- Krishnarjuna（2008年）
- マガディーラ 勇者転生（200年） - ラナデーヴ / ラグヴィール
- Sura（2010年） - ラージ
- Ragada（2010年） - GK
- Prema Kavali（2011年） - タゴール
- Poola Rangadu（2012年） - コンダ・レッディ
- Racha（2012年） - バイレッダンナの息子
- Sagar（2012年） - ソーヌー
- Naayak（2013年） - バドヴェル
- Adda（2013年）
- Election（2013年） - デヴィプラサード
- ミルカ（2013年） - アブドゥル・ハリク
- Mr. Fraud（2014年） - ニッキー
- Lingaa リンガー（2014年） - 独立運動家
- Saadey CM Saab（2014年） - デヴ・シン・ギル
- Zoom（2015年）
- Sardaar Ji 2（2016年）
- Orange（2018年） - ナラシンハ・ナヤカ
- Charlie Chaplin 2（2019年）